# Квантовая пена
Квантовая пена (также называемая пространственно-временной пеной) — понятие в квантовой механике, разработанное Джоном Уилером в 1955 году. Пена задумана в качестве основы ткани Вселенной.

## Теория
В соответствии с принципом неопределенностей квантовой механики и общей теорией относительности, пространство-время в малом масштабе не будет гладким. Согласно теории гравитации, пространство-время будет состоять из множества небольших областей, в которых оно изменяется пенообразным образом.
В квантовой механике, и в частности в квантовой теории поля, принцип неопределенности Гейзенберга допускает возникновение на короткое время частиц и античастиц, которые затем аннигилируют без нарушения физических законов сохранения. Чем меньше масштаб исследуемой пространственно-временной области, тем больше энергия таких частиц, называющихся виртуальными частицами. Объединяя это наблюдение с общей теорией относительности Эйнштейна, можно заключить, что в малых масштабах энергия флуктуаций будет достаточной, чтобы вызвать значительные отклонения от гладкого пространства-времени и придать пространству-времени «пенистый» характер. В соответствии с этим ткань пространства-времени — это кипящая масса червоточин и крошечных виртуальных черных дыр.
Однако, как правило, квантовая теория поля не имеет дело с виртуальными частицами необходимой энергии для значительного изменения кривизны пространства-времени, поэтому квантовая пена является пока умозрительным расширением этих понятий, представляющих собой последействия таких высокоэнергетических виртуальных частиц на очень коротких расстояниях и временах.
В связи с отсутствием полноценной теории квантовой гравитации невозможно быть уверенным в том, как пространство-время будет выглядеть в малых масштабах. Понимание квантовой пены неизбежно будет неоднозначным до тех пор, пока существуют конкурирующие предложения по квантовой теории гравитации.

## Экспериментальные доказательства (и контрдоказательства)
Телескопы MAGIC обнаружили, что фотоны гамма-излучения, пришедшие из BLAZAR Маркарьяна 501, прибыли в разное время. Исследователи отсортировали гамма-кванты высокой и низкой энергии, поступающие с объекта с каждой вспышкой. Команда MAGIC показала, что высоко- и низкоэнергетические фотоны, по-видимому, излучались в одно и то же время. Но фотоны высоких энергий прибыли на четыре минуты позже, пройдя через пространство около 500 миллионов лет. Предполагается, что высокоэнергетические фотоны перемещались медленнее, что противоречит постоянству скорости света в теории относительности Эйнштейна. Это можно объяснить неоднородностью квантовой пены.
Однако, более поздние эксперименты не смогли подтвердить предполагаемое изменение скорости света, обусловленное зернистостью пространства.
Другие эксперименты с участием поляризации света от далеких гамма-всплесков также дали противоречивые результаты. Наземные эксперименты продолжаются и будут продолжаться.